# Países Bajos en los Juegos Paralímpicos de Vancouver 2010
Los Países Bajos estuvieron representados en los Juegos Paralímpicos de Vancouver 2010 por un deportista masculino. El equipo paralímpico neerlandés no obtuvo ninguna medalla en estos Juegos.